# Antoni Kij
Antoni Kij (ur. 13 czerwca 1916 w Stryju, zm. 12 sierpnia 1984 w Gdyni) – ksiądz katolicki, nauczyciel, kapelan i oficer Wojska Polskiego, długoletni proboszcz w Międzylesiu, aktywista opozycji antykomunistycznej, męczennik, prawdopodobna ofiara służb specjalnych PRL.

## Życiorys

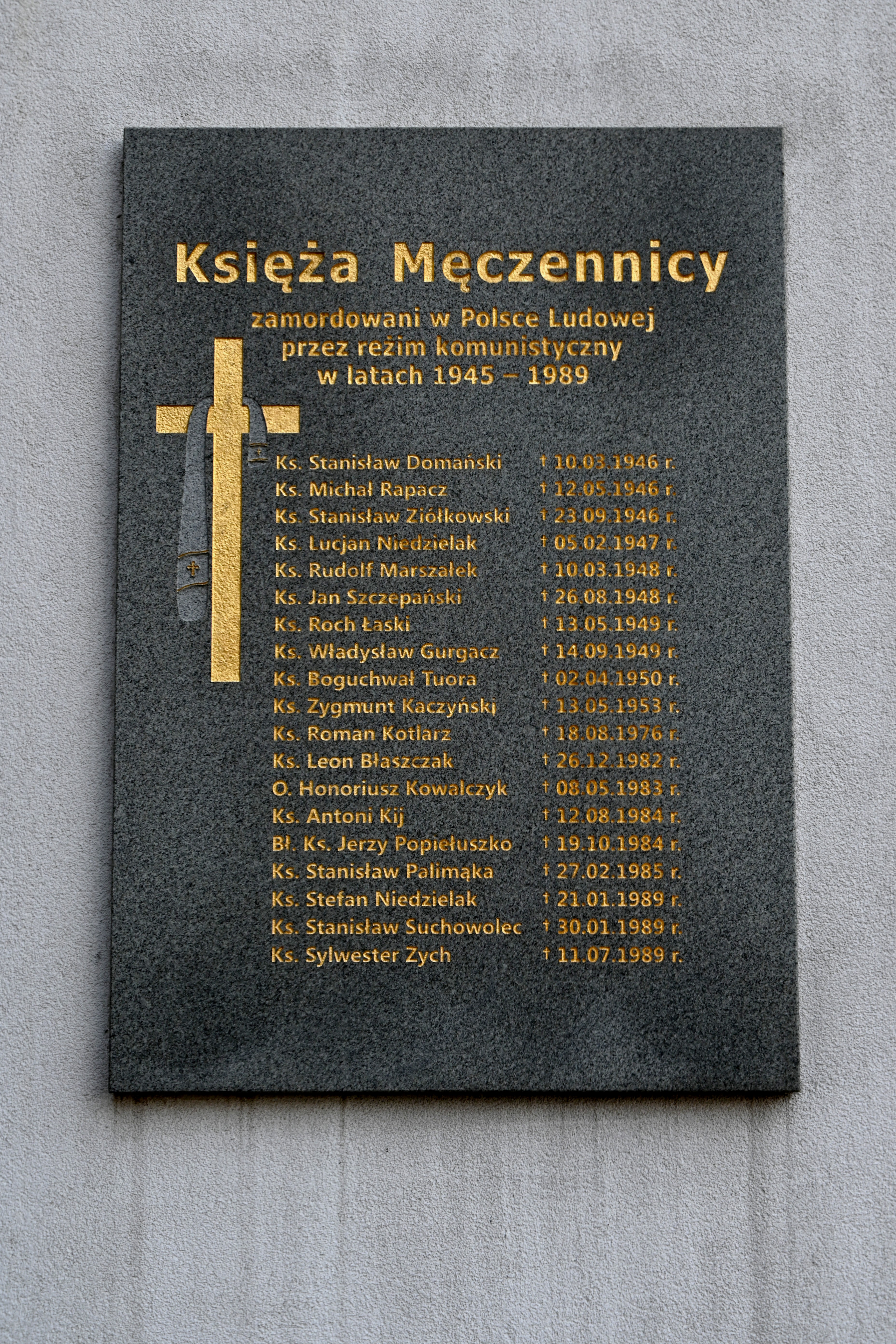
Tablica upamiętniająca księży zamordowanych w Polsce Ludowej, umieszczona przy wejściu do Sanktuarium Matki Bożej Królowej Polskich Męczenników w Warszawie.

W 1935 ukończył I Państwowe Gimnazjum im. Marszałka Józefa Piłsudskiego w Stryju, a w 1936 zdał tamże egzamin dojrzałości. Ukończył studia teologiczne w Uniwersytecie Jana Kazimierza we Lwowie. Od roku 1940 pracował jako duszpasterz w Tarnopolu.
Od lipca 1944 roku był kapelanem I Armii Wojska Polskiego. Wraz z żołnierzami tej armii przeszedł cały szlak bojowy, docierając aż do Berlina.
We wrześniu 1945 roku został zdemobilizowany w stopniu majora WP. Objął parafię w Środzie Śląskiej (1945-49), potem w Gryfowie Śląskim (1949-1958). Odbudował tamtejsze świątynie zniszczone w trakcie wojny. Założył stowarzyszenie Apostolstwo modlitwy, którego działalność zostało później zakazana przez władze komunistyczne. Był nauczycielem religii katolickiej w szkołach podstawowych i średnich w Środzie Śląskiej, ale wkrótce został odsunięty decyzją władz od zajęć dydaktycznych. Ks. Kij nie ukrywał swojej niechęci wobec komunistów. Z tego powodu był wiele razy prześladowany przez służby bezpieczeństwa, przesłuchiwany i dręczony (przez UB we Wrocławiu). Kilkakrotnie był aresztowany i zabierany na rozmowy dyscyplinujące.
Następnie był długoletnim duszpasterzem w Parafii Bożego Ciała w Międzylesiu (1958-1980). Zdobył sympatię miejscowego społeczeństwa. Przykładał dużą wagę do edukacji młodzieży. Prowadził na terenie plebanii lekcje religii dla młodzieży szkolnej, przygotowując ją do Komunii Świętej. Wygłaszał homilie wskazujące wiernym właściwe wzorce postępowania. Był niekwestionowanym autorytetem i liderem miejscowej opozycji antykomunistycznej. W roku 1968 odważnie potępił interwencję wojsk Układu Warszawskiego w Czechosłowacji. W roku 1980 odszedł na emeryturę z powodu złego stanu zdrowia (chorował m.in. na cukrzycę) i zamieszkał w Środzie Śląskiej. Dla poratowania zdrowia jeździł do Sióstr Elżbietanek do Gdyni-Orłowa.

### Męczeńska śmierć
W roku 1984 został w Gdyni uprowadzony przez nieznanych sprawców i po sześciu dniach porzucony w miejscowym parku. Stamtąd trafił do szpitala wojewódzkiego. Miał połamane żebra, liczne krwiaki, krwotok wewnętrzny do płuc. Jego stan był krytyczny, gdyż podczas porwania nie otrzymywał insuliny. Zmarł w szpitalu nie odzyskawszy przytomności. Okoliczności porwania i męczeństwa duszpasterza z Międzylesia nie zostały wyjaśnione do dziś. Przypuszcza się, że  podobnie jak w przypadku ks. Jerzego Popiełuszki, za zbrodnią stały służby bezpieczeństwa PRL.